# Marpissa fornicis
Marpissa fornicis là một loài nhện trong họ Salticidae.
Loài này thuộc chi Marpissa. Marpissa fornicis được Dyal miêu tả năm 1935.